# أبو منجل متوج
أبو منجل متوج (الأسم العلمي: Nipponia nippon) أو أبو منجل متوج ياباني أو أبو منجل متوج آسيوي هو طائر من جنس Nipponia الذي ينتمي إلى فصيلة أبو منجليات، ويتواجد بغابات الصنوبر، ورأسها عراي يبين جلدها الأحمر أما قمة الرأس فهي كثيفة بها أعمدة بيضاء على مؤخر العنق.هذا النوع هو العضو الوحيد في عائلة المتوج.
موئلها الرئيسية هي الأراضي الرطبة. تجعل أعشاشها على قمم الأشجار فوق التلال المطلة عادة على بيئتها. يأكل عادة الضفادع والأسماك الصغيرة، والحيوانات الصغيرة.
وطائر أبو منجل المتوج الياباني يتواجد على نطاق واسع في اليابان والصين وكوريا وتايوان وروسيا. وقد اختفى الآن من النطاق السابق. وإنقرض في البرية اليابانية في أكتوبر 2003، في حين يمكن العثور على بقية السكان البرية فقط في مقاطعة شانكسي في الصين. هذه ليست المرة الأولى من هذا لم يحدث، وإن كان يعتقد أنها قد انقرضت من خلال 1960 و1970، حتى العام 1981 عندما تم العثور على سبع أبو منجل المتوج في مقاطعة شنشى بالصين.ونظرا لفقدان الموائل الجارية، صغر حجم السكان ومحدوديتها، والتجويع والاضطهاد في فصل الشتاء في القرن الماضي جلبت هذه الأنواع المهددة بالانقراض إلى حافة الانقراض. وقد أدرج هذا أبو منجل المتوج الياباني في الملحق الأول من الاتفاقية.
- وقد وضعت برامج واسعة النطاق التربية في الاسر من اليابان والصين للحفاظ على الأنواع. وقد وضعوا على قائمة حماية الدولة في الصين، والتي انتشرت أيضا في معظم أنحاء آسيا على مدى السنوات ال 23 الماضية.
- يوم 25 سبتمبر 2008، أصدر الياباني سادو مركز المحافظة 10 من الطيور كجزء من برنامج إعادة متوج أبو منجل، والتي تهدف إلى إدخال 60 أبو منجل في البرية بحلول عام 2015. وهذه هي المرة الأولى التي تدخل هذه الطيور التي عادت إلى الحياة البرية اليابانية منذ عام 1981.